# Grande e Pequena Tunb
As Grande Tunb e Pequena Tunb (em persa: تنب بزرگ و تنب کوچک, Tonb-e Bozorg va Tonb-e Kuchak) são duas pequenas ilhas no leste do Golfo Pérsico, perto do estreito de Ormuz.
As ilhas ficam a 12 km de distância entre sim a 20 km a sul da ilha de Queixome. O Irão exerce a soberania sobre o arquipélago desde a partida dos britânicos da região em 1971. A soberania é reclamada, tal como no caso de Abu Musa, pelos Emirados Árabes Unidos.
O seu nome vem do persa Tonb (em persa: تنب) que significa Colina, ou do árabe Tunub (em árabe: طنب) que significa Habitat.
A Grande Tunb tem área de 10,3 km². As fontes divergem quanto ao número de habitantes: certas descrevem entre algumas dezenas e algumas centenas, e outras referem a inexistência de população civil nativa. A ilha tem uma guarnição militar iraniana, um porto da marinha iraniana, e um espaço de armazenamento de peixe. A Pequena Tunb é desabitada.